# Ікра (альбом)
«Ікра» — другий студійний альбом російського рок-гурту «Мумій Тролль», що вийшов 21 листопада 1997 року. Був високо оцінений критикою та став бестселером. На честь 2-го (по суті 4-го) альбому було створено канал «Ікра-ТВ».
Як згодом зізнався Лагутенко, не варто було випускати Ікру так поспішно — після видання «Морская» слід було почекати близько року, і тоді популярність нового альбому була б набагато вищою.
В 2010 альбом зайняв 4-е місце в списку «50 кращих російських альбомів усіх часів», складений журналом «Афіша» за підсумками опитування молодих російських музикантів.

## Список композицій
Музика та слова пісень — Ілля Лагутенко, крім зазначених
1. Доля риска
2. Шамаманы
3. Сиамские сердца
4. Не звезда
5. Дельфины
6. Ранетка
7. На яды
8. Так надо
9. Алмазами
10. Сигналы (музика - І. Лагутенко, слова -І. Лагутенко, Л. Бурлаков)
11. Мальчик-солдат
12. Голод (музика - Ю. Єлісєєв та О.Краснов, слова - Л. Бурлаков)*
13. Сайонара диска*
14. Далеко (музика - І. Лагутенко, слова - Л. Бурлаков)*